# Francazal
Francazal ist eine französische Gemeinde mit 28 Einwohnern (Stand 1. Januar 2022) im Département Haute-Garonne in der Region Okzitanien (zuvor Midi-Pyrénées). Die Einwohner werden als Francazalais bezeichnet.

## Nachbargemeinden
Umgeben wird Francazal von den sechs Nachbargemeinden: 
|         | Mauvezin-de-Prat                            | Prat-Bonrepaux |
| Saleich | Kompassrose, die auf Nachbargemeinden zeigt |                |
| Urau    | Balaguères                                  | Cazavet        |

## Bevölkerungsentwicklung
| Jahr                       | 1962 | 1968 | 1975 | 1982 | 1990 | 1999 | 2006 | 2011 | 2016 | 2019 |
| -------------------------- | ---- | ---- | ---- | ---- | ---- | ---- | ---- | ---- | ---- | ---- |
| Einwohner                  | 23   | 16   | 5    | 10   | 19   | 16   | 21   | 19   | 28   | 32   |
| Quellen: Cassini und INSEE |      |      |      |      |      |      |      |      |      |      |

## Sehenswürdigkeiten
- Kirche St-Jacques
- Kreuz aus dem 12. Jahrhundert